# Megaciella topsenti
Megaciella topsenti är en svampdjursart som först beskrevs av Burton 1932.  Megaciella topsenti ingår i släktet Megaciella och familjen Acarnidae. Inga underarter finns listade i Catalogue of Life.